# Stenopogon
Stenopogon är ett släkte av tvåvingar. Stenopogon ingår i familjen rovflugor.

## Dottertaxa tillStenopogon, i alfabetisk ordning[1]
- Stenopogon abdulrassuli
- Stenopogon adelantae
- Stenopogon aeacidinus
- Stenopogon aeacus
- Stenopogon alamoensis
- Stenopogon albalulus
- Stenopogon albibasis
- Stenopogon albociliatus
- Stenopogon ambryon
- Stenopogon antigenes
- Stenopogon antoniae
- Stenopogon aphrices
- Stenopogon arabicus
- Stenopogon arizonensis
- Stenopogon armatus
- Stenopogon arnaudi
- Stenopogon atrox
- Stenopogon avus
- Stenopogon bakeri
- Stenopogon bartonae
- Stenopogon blaisdelli
- Stenopogon boharti
- Stenopogon braunsi
- Stenopogon brevipennis
- Stenopogon brevis
- Stenopogon breviusculoides
- Stenopogon breviusculus
- Stenopogon bromleyi
- Stenopogon brookmani
- Stenopogon californiae
- Stenopogon californioides
- Stenopogon callosus
- Stenopogon carbonarius
- Stenopogon cazieri
- Stenopogon cervinus
- Stenopogon cinchonaensis
- Stenopogon cinereus
- Stenopogon colimae
- Stenopogon confrontus
- Stenopogon coracinus
- Stenopogon costatus
- Stenopogon cressius
- Stenopogon csikii
- Stenopogon damias
- Stenopogon diablae
- Stenopogon dilutus
- Stenopogon diversus
- Stenopogon dorothyae
- Stenopogon duncani
- Stenopogon ebyi
- Stenopogon echelus
- Stenopogon elizabethae
- Stenopogon elongatissimus
- Stenopogon elongatus
- Stenopogon engelhardti
- Stenopogon englandi
- Stenopogon escalarae
- Stenopogon escorialensis
- Stenopogon evansi
- Stenopogon felis
- Stenopogon festae
- Stenopogon figueroae
- Stenopogon flavibarbis
- Stenopogon flavotibialis
- Stenopogon fulvus
- Stenopogon fuscolimbatus
- Stenopogon galadae
- Stenopogon galbinus
- Stenopogon gracilis
- Stenopogon gratus
- Stenopogon gruenbergi
- Stenopogon hamus
- Stenopogon harpax
- Stenopogon heteroneurus
- Stenopogon hiemalis
- Stenopogon hradskyi
- Stenopogon imbrex
- Stenopogon indistinctus
- Stenopogon inermipes
- Stenopogon inquinatus
- Stenopogon inyae
- Stenopogon iphippus
- Stenopogon iphis
- Stenopogon ischyrus
- Stenopogon jubatoides
- Stenopogon jubatus
- Stenopogon junceus
- Stenopogon jurupae
- Stenopogon kaltenbachi
- Stenopogon kherai
- Stenopogon kirkwoodi
- Stenopogon kocheri
- Stenopogon kolenati
- Stenopogon koreanus
- Stenopogon kozlovi
- Stenopogon laevigatus
- Stenopogon languidus
- Stenopogon latipennis
- Stenopogon lehri
- Stenopogon linsleyi
- Stenopogon loewi
- Stenopogon lomae
- Stenopogon longulus
- Stenopogon lugubris
- Stenopogon macilentus
- Stenopogon macswaini
- Stenopogon manii
- Stenopogon manipurensis
- Stenopogon marikovskii
- Stenopogon martini
- Stenopogon mediterraneus
- Stenopogon melanderi
- Stenopogon melanostolus
- Stenopogon milvoides
- Stenopogon milvus
- Stenopogon minos
- Stenopogon mojavae
- Stenopogon mollis
- Stenopogon mongolicus
- Stenopogon mydon
- Stenopogon mysorensis
- Stenopogon nataliae
- Stenopogon nathani
- Stenopogon neojubatus
- Stenopogon nigripes
- Stenopogon nigritulus
- Stenopogon nigriventris
- Stenopogon nigrofasciatus
- Stenopogon nigrolimbatus
- Stenopogon nitens
- Stenopogon oaxacensis
- Stenopogon obispae
- Stenopogon obliteratus
- Stenopogon obscuriventris
- Stenopogon occidentalis
- Stenopogon occlusus
- Stenopogon ochraceus
- Stenopogon ochripes
- Stenopogon oldroydi
- Stenopogon orientalis
- Stenopogon ortegai
- Stenopogon ozenae
- Stenopogon painterorum
- Stenopogon parksi
- Stenopogon peregrinus
- Stenopogon petilus
- Stenopogon piceus
- Stenopogon pinyonae
- Stenopogon porcus
- Stenopogon powelli
- Stenopogon povolnyi
- Stenopogon pradhani
- Stenopogon propinquus
- Stenopogon pseudosabaudus
- Stenopogon pulverifer
- Stenopogon pumilus
- Stenopogon pyrrhomus
- Stenopogon pyrrhus
- Stenopogon rafaelae
- Stenopogon raven
- Stenopogon rhadamanthus
- Stenopogon rionegrensis
- Stenopogon roederii
- Stenopogon roonwali
- Stenopogon rossi
- Stenopogon rufescens
- Stenopogon rufibarbis
- Stenopogon rufibarboides
- Stenopogon ruficauda
- Stenopogon sabaudus
- Stenopogon schisticolor
- Stenopogon sciron
- Stenopogon setosus
- Stenopogon silaceus
- Stenopogon sinaloensis
- Stenopogon solsolacearum
- Stenopogon stackelbergi
- Stenopogon stonei
- Stenopogon strataegus
- Stenopogon subtus
- Stenopogon superbus
- Stenopogon surufus
- Stenopogon taboarde
- Stenopogon tenebrosus
- Stenopogon tequilae
- Stenopogon texanus
- Stenopogon theodori
- Stenopogon tolandi
- Stenopogon tristis
- Stenopogon trivialis
- Stenopogon truquii
- Stenopogon utahensis
- Stenopogon vallensis
- Stenopogon variabilis
- Stenopogon werneri
- Stenopogon wilcoxi
- Stenopogon williamsi
- Stenopogon villus
- Stenopogon wolfi
- Stenopogon xanthomelas
- Stenopogon xanthotrichus
- Stenopogon xochimilcae
- Stenopogon youngi
- Stenopogon zebra
- Stenopogon zimini
- Stenopogon zinovievi